# Okrąglica (powiat zgorzelecki)
Okrąglica, także zwyczajowo Rychlinek (do roku 1945 niem. Schnellförthel) – osada w Polsce położona w Borach Dolnośląskich w województwie dolnośląskim, w powiecie zgorzeleckim, w gminie Węgliniec.
Współczesna Okrąglica, leżąca po zachodniej stronie szlaku Kolei Dolnośląsko-Marchijskiej (linia Węgliniec-Żary), zajmuje jedynie dawny zarębek Königsberghäuser wsi Steinkirchen – obecnej Kościelnej Wsi, istniejący wokół leśniczówki i cegielni. Właściwa część Schnellförthel, leżąca ok. 1,5 km na wschód przy obecnej drodze wojewódzkiej nr 296 nad Czerną Małą, nie zachowała się.
We wsi znajduje się kolejowy przystanek osobowy Okrąglica.

## Podział administracyjny
W latach 1975–1998 miejscowość administracyjnie należała do województwa jeleniogórskiego.

## Demografia
Według Narodowego Spisu Powszechnego (III 2011 r.) liczyła 26 mieszkańców. Jest najmniejszą miejscowością gminy Węgliniec.